# Elicura Chihuailaf
Elicura Chihuailaf Nahuelpan (Quechurehue, Cunco, provincia de Cautín, Chile, 1952) es un escritor, poeta y oralitor chileno de origen mapuche, considerado uno de los más connotados poetas del Chile actual. Obtuvo el Premio Nacional de Literatura de Chile en 2020.
Su obra es principalmente bilingüe, en mapudungun y español. Su trabajo ha sido ampliamente premiado y reconocido. El carácter fundacional de su obra abrió las puertas para la eclosión de la poesía mapuche en clave moderna, escrita y bilingüe. 
De profesión obstetra y dedicado desde 1977 a la labor literaria y cultural, es considerado el más importante escritor y poeta mapuche. Su labor ha sido reconocida tanto en Chile como en el extranjero, por tender puentes interculturales entre los pueblos, las lenguas y las culturas indígenas y no indígenas de todo el mundo.

## Biografía
Elicura Chihuailaf nació en Quechurehue, localidad a 75 kilómetros al este de Temuco perteneciente a la comuna de Cunco, en la provincia de Cautín de la región de la Araucanía. Su nombre lo traduce como Piedra transparente y su apellido, Neblina extendida sobre un lago. Fue hijo de los profesores normalistas Carlos Chihuailaf Railef y de Laura Nahuelpan, siendo parte de una antigua familia de loncos (caciques) mapuches de la comuna de Cunco, que incluye a Antonio Chihuailaf, fundador de La Moderna Araucanía, y Andrés Chihuailaf, promotor del Frente Único Araucano, ambos hermanos mayores del padre del escritor.
Su infancia fue el núcleo fundamental de su escritura. La vivió en una área caracterizada por la ruralidad y la cosmovisión mapuche, como narra en sus libros Recado confidencial a los chilenos (1999) y La vida es una nube azul (2016). Una intimidad en torno al fogón, donde fue adquiriendo el arte de los relatos (nütram) y los consejos de los mayores (ngülam). Este entorno permea su obra caracterizada por ambientes australes, elementos del imaginario mapuche. Esta necesidad de manifestar su riqueza cultural, diversa en su singularidad, fue configurando su condición de «oralitor», esto es, vehículo de la expresión oral de su cultura, pero expresada en la escritura.
Su educación básica la realizó en el Liceo Atenea, de Cunco (donde en 2011 inauguraría la biblioteca que lleva su nombre). Cursó su educación secundaria en el Liceo Pablo Neruda de Temuco y estuvo interno en el Liceo de Hombres de la misma ciudad.
Se tituló de obstetra en la Universidad de Concepción, pero nunca ejerció, por haberse dedicado íntegramente a su labor literaria, cultural y educativa.
Casado (a 2001 tenían cuatro hijos), sus obras han recibido diversos galardones; algunas han sido traducidas a varios idiomas (alemán, croata, francés, neerlandés, húngaro, inglés, italiano, sueco), ha sido jurado de premios (por ejemplo, del de Casa de las Américas 1994, categoría Literaturas Indígenas) y ha participado en diversos festivales.
Su obra ha sido traducida a veinte idiomas: guaraní, euskera, creole, neerlandés, portugués, francés, inglés, griego, italiano, alemán, húngaro, catalán, finés, sueco, gallego, ruso, estonio, árabe, bable y chino mandarín. Él mismo ha traducido, en colaboración, al mapuzugun (lengua mapuche) a importantes autores y autoras: Gabriela Mistral, Pablo Neruda, Víctor Jara y Alonso de Ercilla.
Fue secretario general de los Escritores en Lenguas Indígenas de América (1997-2000) e integrante del directorio de la Corporación NorAlinea, de defensa de los derechos humanos.
Fue nominado para el Premio Nacional de Literatura de Chile en el año 2016, ganando el premio finalmente en el año 2020, convirtiéndose en el primer poeta mapuche en recibir este premio.

## El poeta

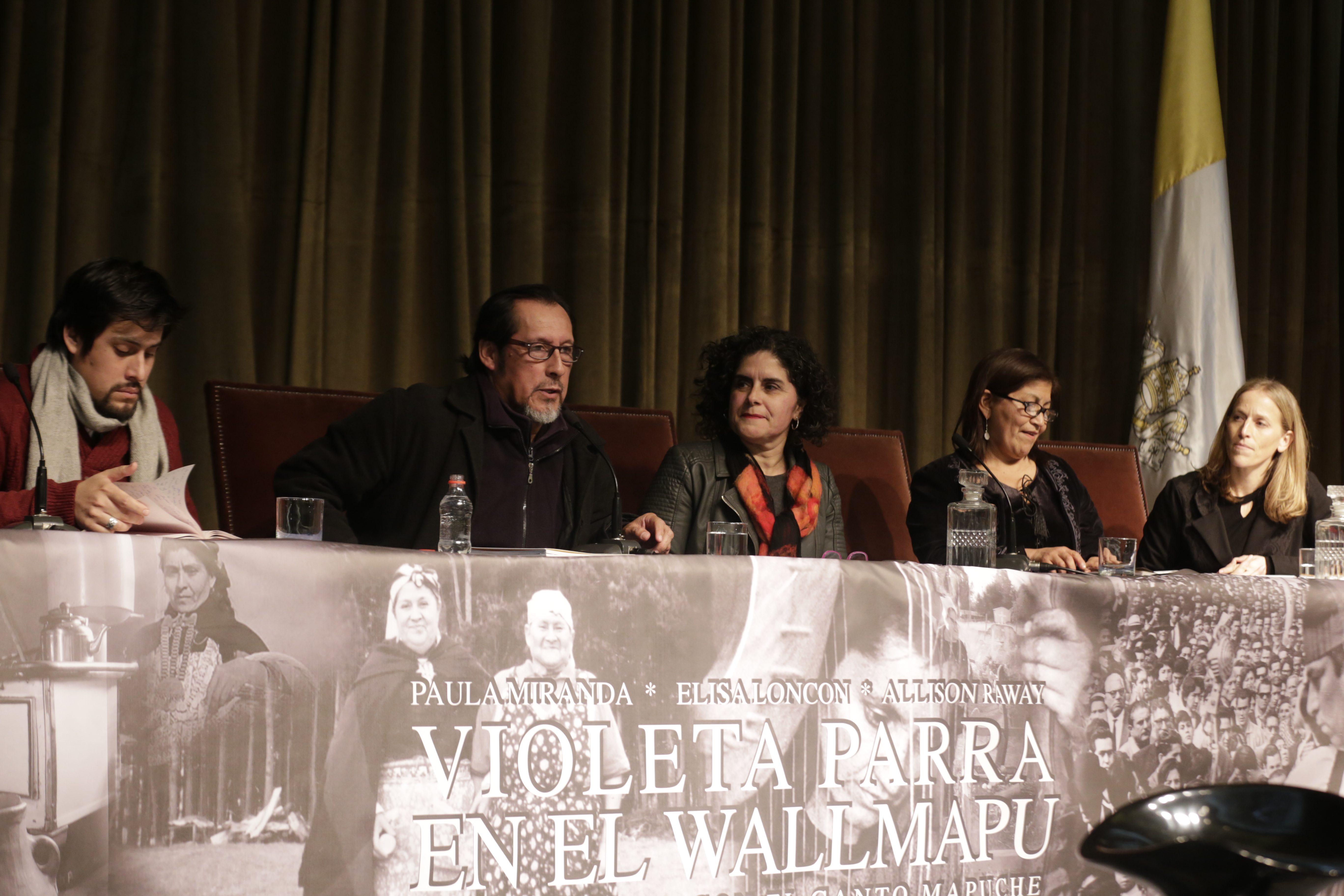
Chihuailaf en la presentación de libro Violeta Parra en el Wallmapu. Su encuentro con el canto mapuche, en la P. Universidad Católica de Chile, 2017.

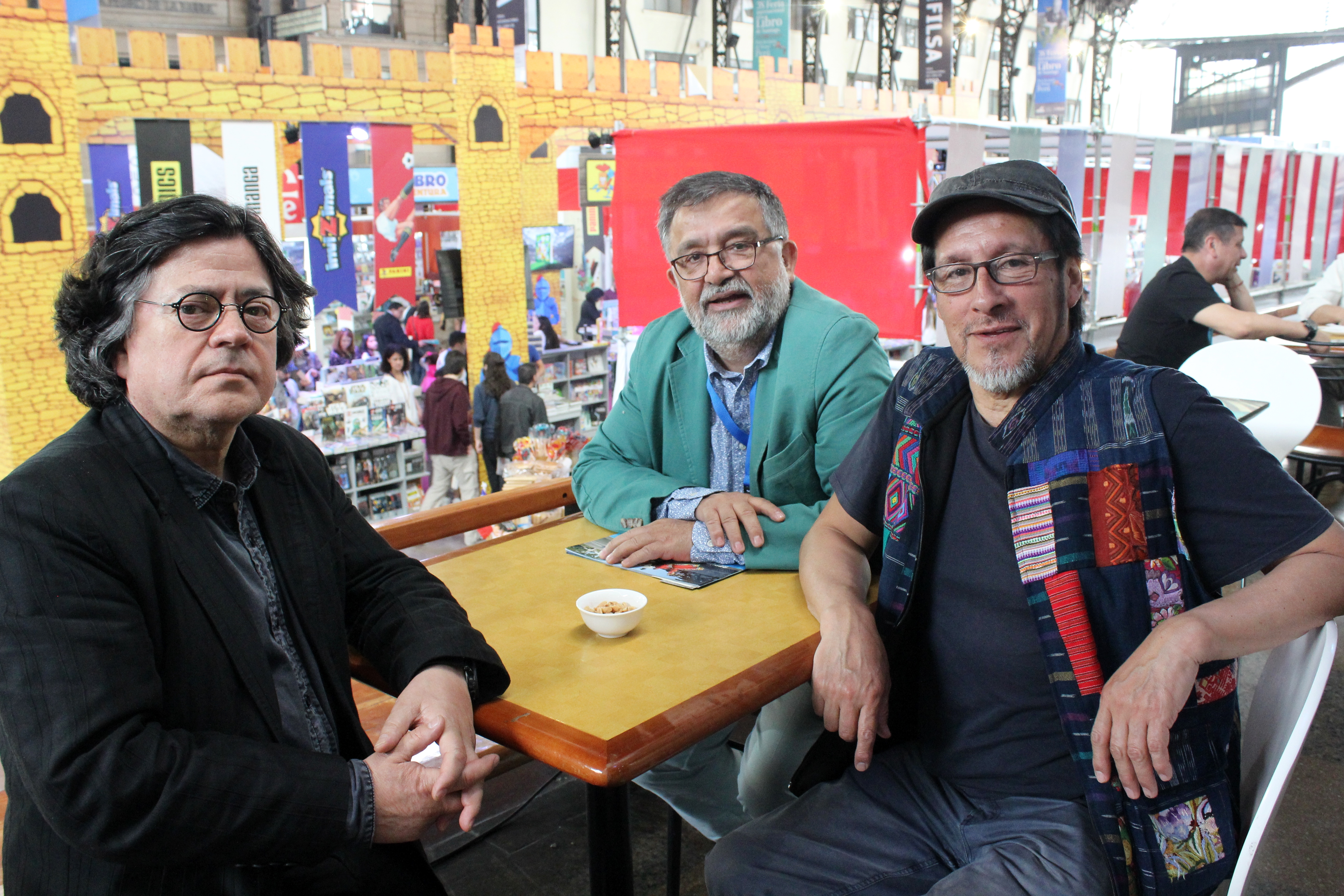
Chihaulaf con unos amigos en la FILSA 2018

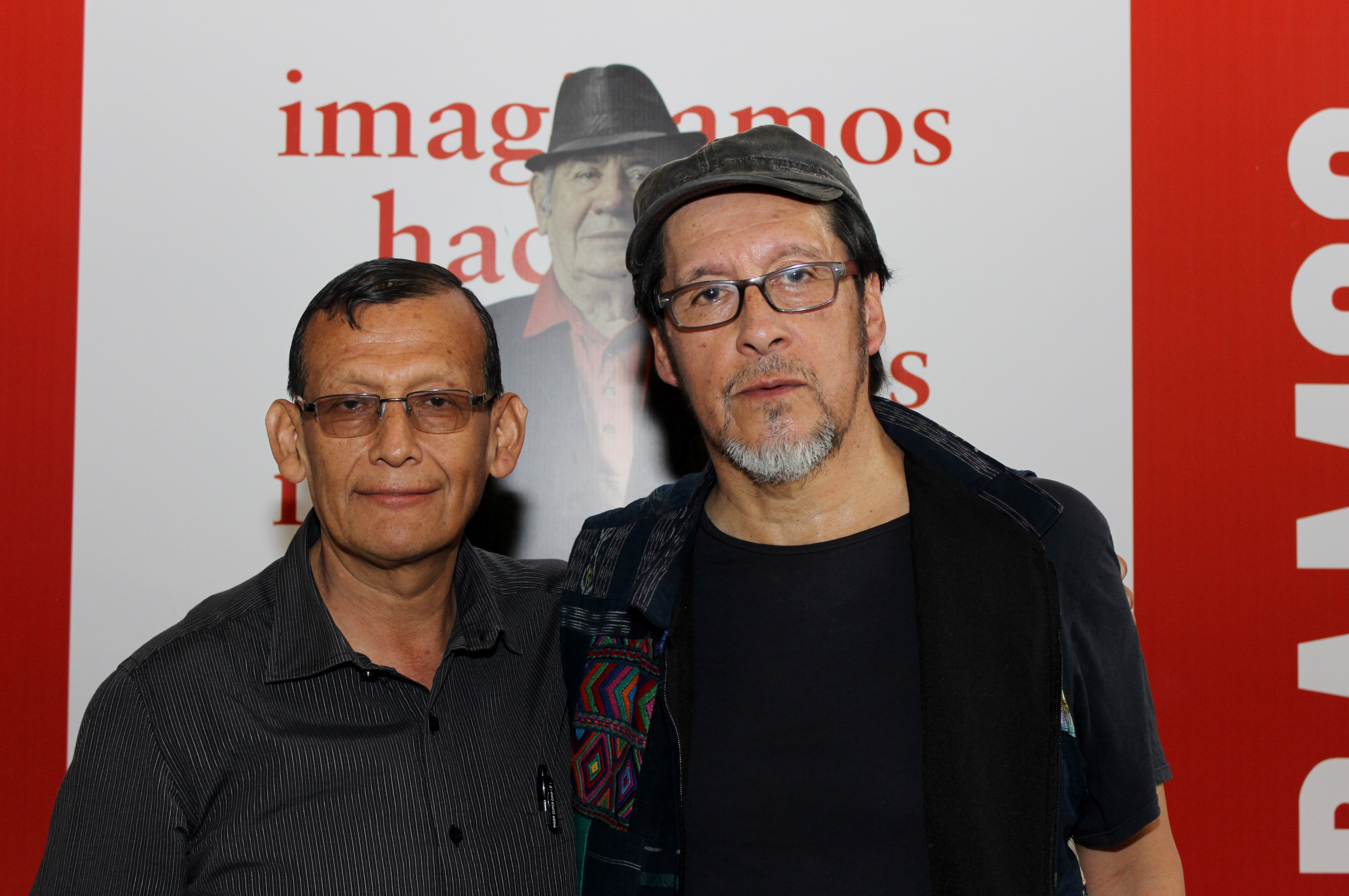
Chihuailaf con Pablo Landeo Muñoz, escritor peruano quechua, en la FILSA 2018

El inicio de la carrera literaria de Chihuailaf —quien ha publicado diversos libros de poesía y crónica, tanto en español como en mapudungun— se inicia con la publicación de la revista Poesía Diaria, que el poeta dirigió junto con Guido Eytel, en Temuco, a comienzos de la década de los ochenta.

Por las noches oímos los cantos, cuentos y adivinanzas a orillas del fogón, respirando el aroma del pan horneado por abuela, mi madre o la tía María, mientras mi padre y mi abuelo- Lonko de la comunidad - observaban con atención y respeto. Hablo de la memoria de mi niñez y no de una sociedad idílica. Allí, me parece, aprendí lo que es la poesía. La grandeza de la vida cotidiana, pero sobre todo sus detalles: el destello del fuego, de los ojos, de las manos.
De sueños azules y contrasueños, Elicura Chihuailaf.

Su obra ha sido catalogada por la crítica en «la corriente etnocultural, debido al rescate de la cultura mapuche y la lectura actual de ella». "El espacio poético desarrollado por Chihuailaf recupera la simbología de la cultura mapuche. Así, el sueño es presentado como el momento en que se manifiesta la presencia de los antepasados y el color azul es la representación del espacio desde 'el que emergió el primer espíritu libre', en palabras de Chihuailaf. Ambos elementos configuran el territorio desde el que la poesía del autor se conecta con sus raíces y se proyecta en el presente".
En 1994 organizó, con Jaime Valdivieso, el congreso Zugutrawn, reunión en la palabra. Primer encuentro de poetas chilenos y mapuches, en Temuco.
El mismo año, recibió su primer premio importante, el del Consejo Nacional del Libro y la Lectura, por su poemario De sueños azules y contrasueños, que al siguiente sería publicado por la Editorial Universitaria. 
Ha sido antologador y ha traducido al mapudungun al premio Nobel Pablo Neruda (Todos los cantos / Ti kom vi) y al cantautor Víctor Jara (Canto libre / Lliz vlkantun), entre otros. Ha dirigido la revista bilingüe de arte mapuche Kallfvpllv/Espíritu Azul. Varias de sus obras han sido ilustradas por el grabador chileno Santos Chávez.
En América ha sido invitado a leer su poesía en variados países como Argentina, Colombia, Venezuela, Brasil, Cuba, Bolivia, Nicaragua, México, Estados Unidos y Canadá. También a eventos de gran prestigio como la Feria Internacional del Libro de Guadalajara (1999, 2011), VI Festival de Poesía Las Lenguas de América (2010), Feria Internacional del Libro del Palacio de Minería (2010), 8 º Festival Mundial de Poesía, Caracas (2011) y Feria Internacional del Libro de La Habana (2008). 
En Europa se ha presentado en Suecia (Estocolmo, Gotemburgo), Países Bajos (Róterdam, Ámsterdam, La Haya), Francia (París, Marsella, Montpellier), Bélgica, Italia, España, Rumania, Inglaterra (Mánchester, Leyden), Polonia (Varsovia) y Austria. Entre los eventos destacan el 2º Festival de Poesía de Las Palmas de Gran Canaria, el Encuentro Nuestro Norte es el Sur, Melbourne, Australia (2004), Parma Poesía Festival, Italia (2010), Festival de Literatura Latinoamericana, Marsella, Francia (2012) y la Bienal de Sídney (2020).

## Libros
- El invierno y su imagen, autoedición mimeo, 1977.[5]
- En el país de la memoria. Maputukulpakey, con algunos poemas en mapudungun; autoedición, Quechurewe-Temuco, 1988 (Edición única de 75 ejemplares numerados y firmados por el autor).[16]
- El invierno, su imagen y otros poemas azules, Ediciones Literatura Alternativa, 1991.
- De sueños azules y contrasueños, Editorial Universitaria, Santiago, 1995.
- La palabra: sueño y flor de América, adelanto de una muestra de Oralitura indígena de América, 1997.
- Muestra de oralitura indígena de América, Temuco: Dirección de Extensión, Universidad Católica de Temuco, 1997.
- Recado confidencial a los chilenos, LOM, Santiago, 1999.
- Hablando en el espíritu azul de mi gente, libro oral (casete), Ediciones Cedm Liwen. Temuco, 2003.
- Kallfv, con ilustraciones de Gabriela Cánovas; Pehuén, Santiago, 2006.
- Kallfv mapu / Tierra azul, edición bilingüe con prólogo de Osvaldo Baver y selección de Néstor Barron, Ediciones Continente, Argentina, 2008, ISBN 978-950-754-255-8.
- Kallfv Pewma Mew / Sueño azul, (libro álbum para niños. Mapuzugun-castellano-inglés-francés) (ilustraciones de Alberto Montt y María de los Ángeles Vargas). Santiago: Pehuén Editores, 2009.
- A orillas de un sueño azul, Ediciones DIBAM, 2010.
- La vida es una nube azul, Ediciones Universidad de la Frontera, Temuco, 2015 (LOM ediciones, 2019).
- Sueños de luna azul y otros cantos, Ediciones de la Fundación Pablo Neruda. Santiago, 2018.
- El azul del tiempo que nos sueña. Perimontun / Visiones, Virtual Ediciones, Barcelona, España, 2020.
- Nubes y sueños en el azul, Mocha Editores, Concepción, Chile, 2023.

## Música
Numerosos artistas chilenos e internacionales se han inspirado en la obra de Chihuailaf para componer obras musicales (cantatas, piezas de ballet y musicalizaciones). Entre estos artistas están Roger Waters, Manuel García, Francisca Valenzuela, Nano Stern, Pancho Sazo, Joe Vasconcellos, Tata Barahona, Juana Fe, Luis Galdames, Illapu, Inti-Illimani, Congreso, Francesca Ancarola, Eduardo Peralta, Trío Alma, René Silva, Pedro Villagra y la Pedroband, Mauricio Gutiérrez, Eduardo Cáceres y el Ensemble Bartok, Titín Molina y Karen Connolly.[cita requerida]

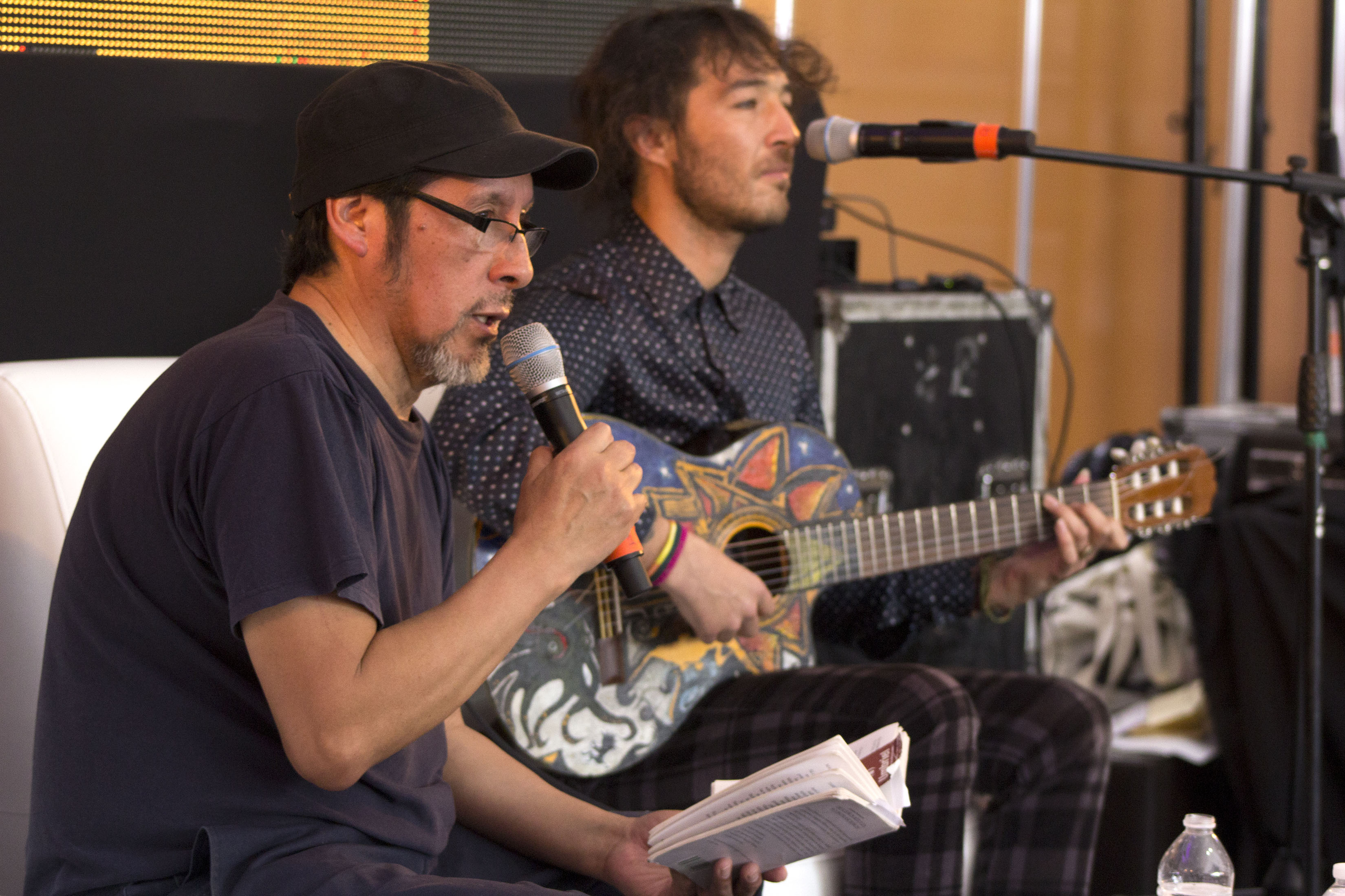
Elicura Chihuailaf y el cantante Chinoy

- 1989: "Edición Especial", Imprenta Gutenberg, Estrasburgo, Alemania.[cita requerida]
- 1994: Premio del Consejo Nacional del Libro y la Lectura, a Mejor Obra Literaria, por De sueños azules y contrasueños, categoría poesía inédita.[17]
- 1997: Premio Municipal de Literatura de Santiago.[17]
- 2000: Premio Mejor Obra Literaria (ensayo), Consejo Nacional del Libro y la Lectura.[cita requerida]
- 2000: Mención Premio Municipal de Literatura (ensayo), Municipalidad de Santiago.
- 2008: Hijo Ilustre de Cunco. Municipalidad de Cunco.[cita requerida]
- 2009: Huésped Distinguido del Ayuntamiento de Salamanca, España.[cita requerida]
- 2009: Premio DIBAM, Dirección de Bibliotecas y Archivos "Fidel Sepúlveda Llanos", 2009.
- 2010: Lista de Honor de IBBY, International Board on Books for Young People (organización internacional para el libro infantil y juvenil) por su libro-álbum Sueño azul.[cita requerida]
- 2011: Lista de Honor de IBBY International Board on Books for Young People (organización internacional para el libro infantil y juvenil) Relato de mi sueño azul.[cita requerida]
- 2014: Premio de Poesía Jorge Teillier, por la Universidad de La Frontera.[18]
- 2014: Premio N'aitun de arte y ecología.[19]
- 2016: Premio Luis Oyarzún, por la Universidad Austral de Chile.[17]
- 2018: Premio Manuel Montt, Universidad de Chile.[cita requerida]
- 2019: Creación del Sendero Poético Elicura Chihuailaf en Reserva Biológica Huilo Huilo, Neltume, Región de Los Ríos.[cita requerida]
- 2020: Premio Nacional de Literatura de Chile.[20]